# 엄현성
엄현성(嚴賢聖, 1958년 6월 4일 ~  )은 대한민국 제32대 해군참모총장이다.

## 학력
- 1971년 호산초등학교 졸업
- 1974년 원덕중학교 졸업
- 1977년 삼척고등학교 졸업
- 1981년 해군사관학교 35기
- 1986년 국방대학교 행정학사
- 1997년 국방참모대학 국참대과정
- 2000년 숭실대학교 석사과정(정치학)
- 2013년 경남대학교 박사과정(경영학)

## 진급
- 1981년 해군 소위 임관
- 1984년 해군 중위 진급
- 1987년 해군 대위 진급
- 1991년 해군 소령 진급
- 1995년 해군 중령 진급
- 1999년 해군 대령 진급
- 2007년 해군 준장 진급
- 2010년 해군 소장 진급
- 2013년 해군 중장 진급
- 2016년 해군 대장 진급

## 경력
- 2004.12 ~ 2006.12  합동참모본부 해상작전과장
- 2006.12 ~ 2007.11  해군참모총장 비서실장
- 2007.11 ~ 2009.12  해군 진해기지사령관
- 2009.12 ~ 2010.06  해군본부 정책실장
- 2010.06 ~ 2011.11  해군 제2함대사령관
- 2011.11 ~ 2013.01  해군본부 인사참모부장
- 2013.01 ~ 2013.10  국방부 국방운영개혁추진관
- 2013.10 ~ 2014.10  해군참모차장
- 2014.10 ~ 2015.10  해군작전사령관
- 2015.10 ~ 2016.09  합동참모차장
- 2016.09 ~ 2018.07  해군참모총장[5]
- 2018.10 오산대학교 석좌교수
- 충남대학교 국가안보융합학부 해양안보학전공 석좌교수
- 재단법인 한미동맹재단 이사
- 한국군사학회 고문
- 2022.03 ~ 대한민국 해군발전협회 회장

## 상훈
- 2006년 대통령표창
- 2011년 보국훈장 천수장
- 2018년 보국훈장 통일장